# Мечо Пух (книга)
Вижте пояснителната страница за други значения на Мечо Пух.
„Мечо Пух“ (на английски: „Winnie-the-Pooh“) е една от най-популярните книги за деца (въпреки че авторът ѝ казва за нея, че тя е предназначена не толкова за деца, колкото за детето във всеки възрастен). Неин автор е А.А. Милн и тя е първата от поредицата истории за плюшеното мече Мечо Пух, Кристофър Робин и техните приятели от Голямата гора - Тигъра, Прасчо, Йори, Зайо, Кенга и Ру. Издадена е през 1926 г. и постига незабавен успех както в Европа, така и в САЩ. Продажбите ѝ надскачат всички рекорди в рамките на две години след първата ѝ поява. Приема се еднакво добре от деца и възрастни, преведена е на повече от 25 езика. През 1996 г. WaterStone’s – водеща издателска фирма в Англия, поставя книгата на 17-о място сред стоте най-четени книги на ХХ век. Следващата книга от поредицата на Милн е „Вече сме на шест години“ („Now We Are Six“) (1927) – сборник с детски стихове с илюстрации на героите от „Мечо Пух“, а година по-късно излиза „Къщичката в къта на Пух“ („The House at Pooh Corner“, 1928 г.).

## Предистория

### Уинипег
През 1914 г., по време на изтеглянето на отряда му от Уинипег (Манитоба, Канада) на изток с цел европейския бряг, лейтенант на име Хари Коулбърн спира за почивка в Уайт Ривър (Онтарио). Там купува за 20 щ. д. малко черно американско мече от трапер, убил мечката майка. Коулбърн кръщава мечето Уинипег (Winnipeg). Скоро то става любимец и талисман на 2-ра Канадска пехотна бригада и пропътува заедно с тях цялото разстояние до Англия. Пристигайки там, войнците разбират, че са преразпределени за Франция и не могат да вземат със себе си мечето. Коулбърн го оставя в Лондонската зоологическа градина, като първоначалната уговорка е, че след няколко месеца ще се върне, за да го вземе обратно.
Коулбърн се завръща чак през 1919 г. и виждайки привързаността на персонала към Уини (Winnie), както всички вече го наричали, подарява официално мечето на зоологическата градина. Уини става нейна популярна атракция и любимец на посетителите.

### История на името
През 1924 г., по време на семейна разходка до Лондонската зоологическа градина, Кристофър Робин Милн, синът на писателя А.А. Милн, се запознава с Уини. Кристофър се привързва силно към Уини и започва да го посещава често, като понякога дори влиза в клетката му. Скоро сменя името на любимото си плюшено мече Едуард (получено като подарък още за първия му рожден ден) с Уини Пух (Winnie the Pooh), в чест на приятеля си от зоологическата градина. Съществуват две версии за появата на втората част от името – Пух (като и двете са споменати от Милн в книгата „Мечо Пух“). Според едната, Пух е името на играчка лебед, която Кристофър по-рано е имал, а според другата – „пух“ е звукът, който Мечето Едуард е издавало, за да пъди мухите от носа си, докато е висяло повече от седмица на ръцете си (по време на едно от приключенията си). В българския език името е прието с превода „Мечо Пух“.

### История на героите
През 1925 г. Алан А. Милн и съпругата му Дафне се преместват от Лондон в Хартфилд, Източен Съсекс, в малко имение от 16 век, наречено „Кочфорд фарм“ (Cotchford Farm). Къщата им граничи с гората Ашдаун, която всъщност е реалното съответствие на „Сто-акровата гора“ („Hundred Acre Wood“; в българския превод – „Гората“ и „Голямата гора“), която е главната сцена на действията в книгата.
Алън А. Милн се вдъхновява от приятелството на сина си с мечката Уини и от игрите му с плюшения Пух и започва да ги описва. Появяват се историите за приключенията на Мечо Пух, Кристофър Робин и техните приятели от Гората (базирани също върху реално съществуващи плюшени играчки на малкия Кристофър) – Прасчо, Йори, Тигър, Кенга и Ру. Други герои от книгата, като Зайо, Бухала и Къртика, са вдъхновени от истински животни, виждани в покрайнините на гората Ашдаун.

## Публикуване и издания
На 24 декември 1925 г. първите две глави от „Мечо Пух“ са публикувани във вестник „Лондон Ивнинг Нюз“ (London Evening News) под заглавието „Детска приказка от A. А. Милн“. На следващия ден – Коледата на 1925 г. – са излъчени и по радио BBC с гласа на Доналд Калтроп.
На 14 октомври 1926 г. лондонското издателство „Methuen“ издава „Мечо Пух“. През същата година американското издателство „E. P. Dutton“ издава книгата в САЩ.
На следващата година същите две издателства отпечатват детската стихосбирка „Вече сме на шест“, а през 1928 г. издават и книгата „Къщичката в къта на Пух“.
През 1960 г. „E. P. Dutton“ превежда и издава „Мечо Пух“ на латински език (Winnie ille Pu). Това издание е единственият чуждоезиков бестселър в ранглистата на Ню Йорк Таймс (The New York Times) за 1960 г. и единствената книга на латински език, попадала някога в тази класация.
През 1973 г. „Methuen“ издава „Мечо Пух“ с цветни илюстрации. Година по-късно отпечатва цветно издание и на „Къщичката в къта на Пух“.
В България „Мечо Пух“ е издавана от издателствата „Народна младеж“ (1979), „Отечество“ (1988), „Пан“ (2002), „Книгоиздателска къща Труд“ (2006).

## Образът на Мечо Пух и останалите персонажи
А.А. Милн се запознава с младия илюстратор Ърнест Шепърд в редакцията на английското списание „Пънч“. Първоначално е доста скептично настроен към уменията на младия художник, наричайки го понякога „напълно безнадежден“. Когато започва да търси илюстратор за книгата си „Мечо Пух“ обаче, популярният и авторитетен по това време писател Е.В. Лукас му препоръчва именно Шепърд. Милн се колебае доста, но все пак решава да му възложи задачата и впоследствие остава изключително доволен от илюстрациите. В работата си над книгата, Шепърд се вдъхновява от Гроулър (плюшения любимец на своя син Греъм), а не от играчката на Кристофър Робин. Така се ражда първият образ на мечето Пух, известен като „класически“ или „оригинален“.
През 1930 г. Стивън Шлезинджър откупува от А.А. Милн изключителните търговски права върху произведенията за Мечо Пух с цел производството и разпространението на стоки, филми, записи, телевизионни участия на територията на САЩ и Канада. В продължение на 20 години Слесинджър продава продукти под марката, създавайки първата играчка „Пух“, както и първия запис, радио излъчване, анимационен филм. Шлезинджър налага останалия и до днес популярен образ на мечето с червено елече.
През 1933 г. излиза първият цветен филм за Пух (в червено елече) и неговите приятели.
През 40-те години производители като Агнес Бруш (САЩ) и Чад Вали (Великобритания) създават първите плюшени мечета „Пух“ (отново в червено елече).
След като Уолт Дисни придобива правата върху тях, образите на Мечо Пух и останалите персонажи от книгата претърпяват допълнителни модификации, приемайки постепенно облика, познат и до днес.

## „Мечо Пух“ и „Дисни“
През 1937 г. Уолт Дисни предлага на А.А. Милн да закупи правата над Мечо Пух, за да го направи филмова звезда. Милн е въодушвен от идеята, но съществува едно препятствие – правата вече не са негови, а на Шлезинджър. Научавайки за предложението на Дисни, Шлезинджър иска 50% от печалбата от всички последващи филми и стоки с марката „Пух“. Уолтър и Рой Дисни не приемат това условие.
През 1961 г. Уолт Дисни подписва договор с Шърли Шлезинджър Ласуел (която наследява правата върху Пух и останалите персонажи от съпруга си Стивън Шлезинджър след смъртта му през 1953 г.). Според договора, „Дисни“ получава всички права, като дължи на Ласуел лицензионни възнаграждения от приходите.
През 1966 г. се появява и първият филм на „Дисни“ с героите от Голямата гора – „Мечо Пух и меденото дърво“ („Winnie the Pooh and the Honey Tree“). Късометражната лента има различен отзвук в САЩ и Англия – американците са очаровани, докато англичаните намират, че филмът омаловажава шедьовъра на Милн.
„Дисни“ издава серия от филми, предназначени само за домашно гледане. Създава и пълнометражните кино филми:
- „Мечо Пух и ветровития ден“ (Winnie the Pooh and the Blustery Day, който през 1969 г. печели Оскар за най-добър кратък анимационен филм),
- „Приключенията на Мечо Пух“ (The Many Adventures of Winnie the Pooh, 1977 г.),
- „Тигъра“ (The Tigger Movie, 2000 г.),
- „Прасчо“ (Piglet's Big Movie, 2003 г.),
- „Слонбалон“ (Pooh's Heffalump Movie, 2005 г.).

В края на 2005 г. стартира анимационният телевизионен сериал, излъчван по Дисни Ченъл, „Моите приятели Тигър и Пух“ („My Friends Tigger & Pooh“), но след два сезона е спрян.
През 1996 г. от „Дисни“ заявяват, че Мечо Пух е надминал по популярност всички други Дисни герои, с изключение на Мики Маус. Според данни на списание „Форбс“ от 2005 г., индустрията с марката на Пух носи на компанията годишни приходи от над 5 млрд. щ. д.
През 1980 г. Шърли Шлезинджър и дъщеря ѝ Пати завеждат дело срещу „Дисни“ по обвнение „неизплатени лицензионни възнаграждения“. Според тях, в продължение на години „Дисни“ са продавали серии от стоки с логото на Пух, като видео игри и видео филми, без да им плащат дължимото за това, ощетявайки ги със значинелни суми. Делото приключва през 2007 г., когато Калифорнийският апелативен съд отсъжда в полза на „Дисни“.

## Адаптации
- Радио дебютът на книгата е през 1930 г. в Ню Йорк. Във Великобритания Радио 4 на ВВС излъчва няколко четения на откъси от книгата, които впоследствие са издадени като записи.
- Героите от книгата дебютират на Бродуей през 1930 г. с марионетките на Сю Хастингс.
- Дисни Ченъл (от 1983 г.) и АВС (от 1988 г. до 1993 г.) излъчват различни телевизионни шоу програми с персонажите от „Мечо Пух“.
- Съществуват повече от 10 видео игри с Пух и неговите приятели, много от които образователни.
- В България, аудио драматизацията по приказката е с гласовете на актьорите Никола Анастасов, Славка Славова, Григор Вачков, Константин Коцев.
- В периода 1969 – 1972 г. „Союзмультфильм“ – студиото за анимационни филми в СССР – създава трилогията „Винни-Пух“ от късометражни анимацонни филми по книгата. Режисьор е Феодор Хитрук, а Мечо Пух е озвучен от популярния руски/съветски актьор Евгений Леонов. Образите на персонажите в съветската адаптация са напълно различни от тези на Шепърд или Дисни – и като форма, и като цветове (Мечо Пух дори е кафяв).

## Популярност
- През 1995 г. копие от книгата, принадлежало на бавачката на Кристофър Робин, е продадено на търг за 6500 британски лири.
- През 1996 г. WaterStone’s – водеща издателска фирма в Англия, поставя книгата на 17-о място сред стоте най-четени книги на ХХ век.
- През 2001 г. писмо, „написано“ от Мечо Пух, е продадено на търг от „Кристис“ за 17 966 щ. д. Писмото в действителност е написано от Ърнст Шепърд през 1930 г. като отговор на покана за празненство. Текстът е изпълнен с правописни грешки, характерни за героите от книгата.
- През 2006 г. Мечо Пух получава своята звезда на Алеята на славата в Холивуд.
- През 2008 г. оригинална илюстрация към книгата, нарисувана от Шепърд, е продадена на търг от „Бонъмс“ в Лондон за 31 200 британски лири, което възлиза на около 50 000 щ. д.
- Близо 1 000 000 души всяка година посещават къта на Пух в библиотеката в Ню Йорк, където се пазят оригиналните играчки на Кристофър Робин.
- Героите от книгата измислят играта „пухопръчки“ – пускат пръчки и клонки от моста в Гората и се състезават чия клонка ще стигне първа от другата страна на моста. Играта се е превърнала в официален спорт. В Оксфордшир, Великобритания, всяка година се провежда Световен шампионат по „пухопръчки“.
- Книгата вдъхновява редица философи, писатели и есеисти да изследват флософските послания на Милн и да създадат свои произведения, базирайки се на Мечо Пух и останалите персонажи. Сред най-известните в тази насока са Бенджамин Хоф с неговите „Дао-то на Пух“ („The Tao of Pooh“) и „Дъ-то на Прасчо“ („The Te of Piglet“), Фредерик Круз с „Постмодерният Пух“ („Postmodern Pooh“), Джон Уилиямс с „Пух и философите“ („Pooh and the Philosophers“) и „Пух и психолозите“ („Pooh and the Psychologists“).